# ابنیزر، نیو ساوت ولز
ابنیزر (به انگلیسی: Ebenezer) یک حومه شهر در استرالیا است که در نیو ساوت ولز واقع شده‌است.

## جستارهای وابسته

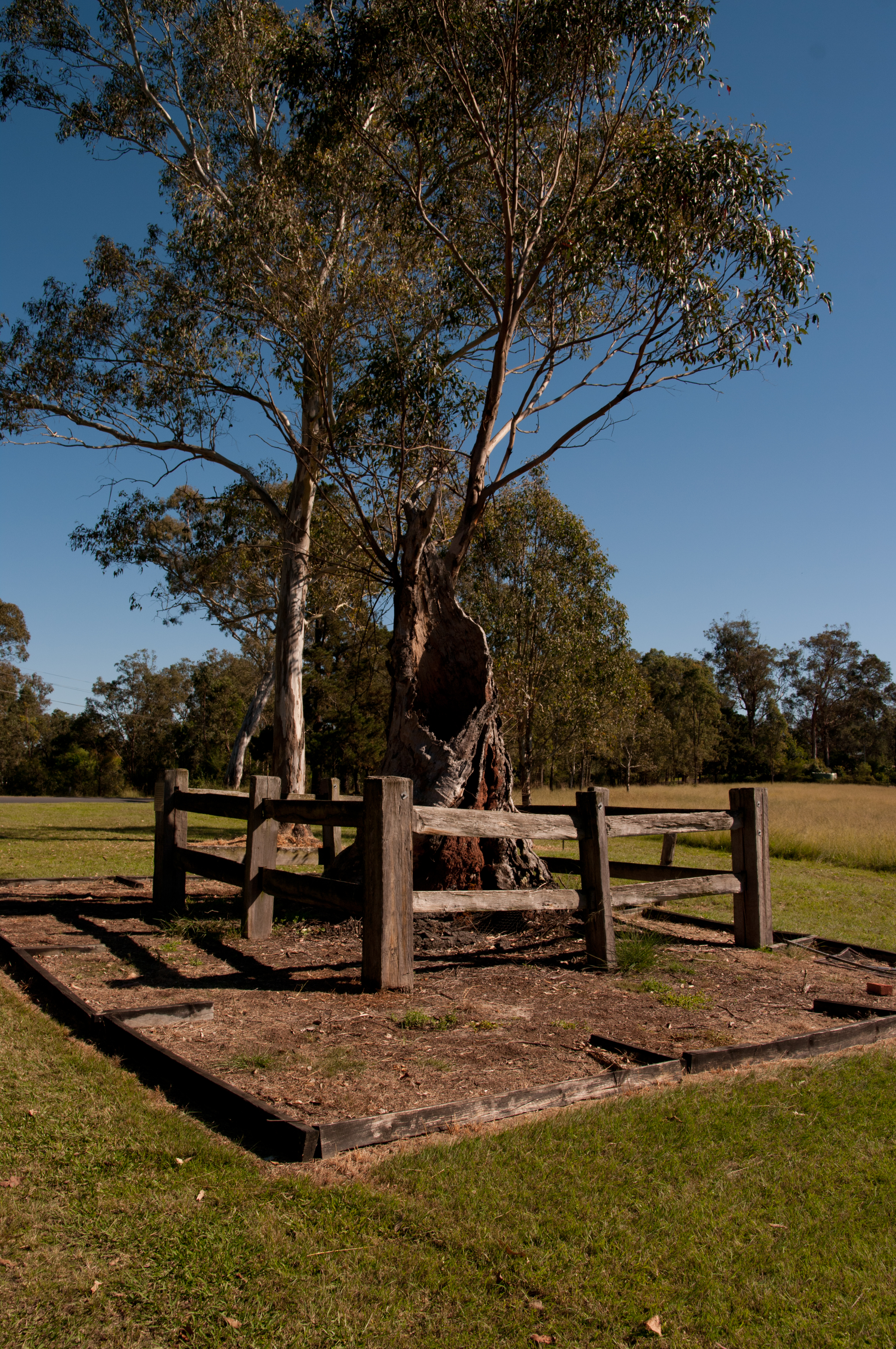
درختی که در آن خدمات اولیه انجام شد

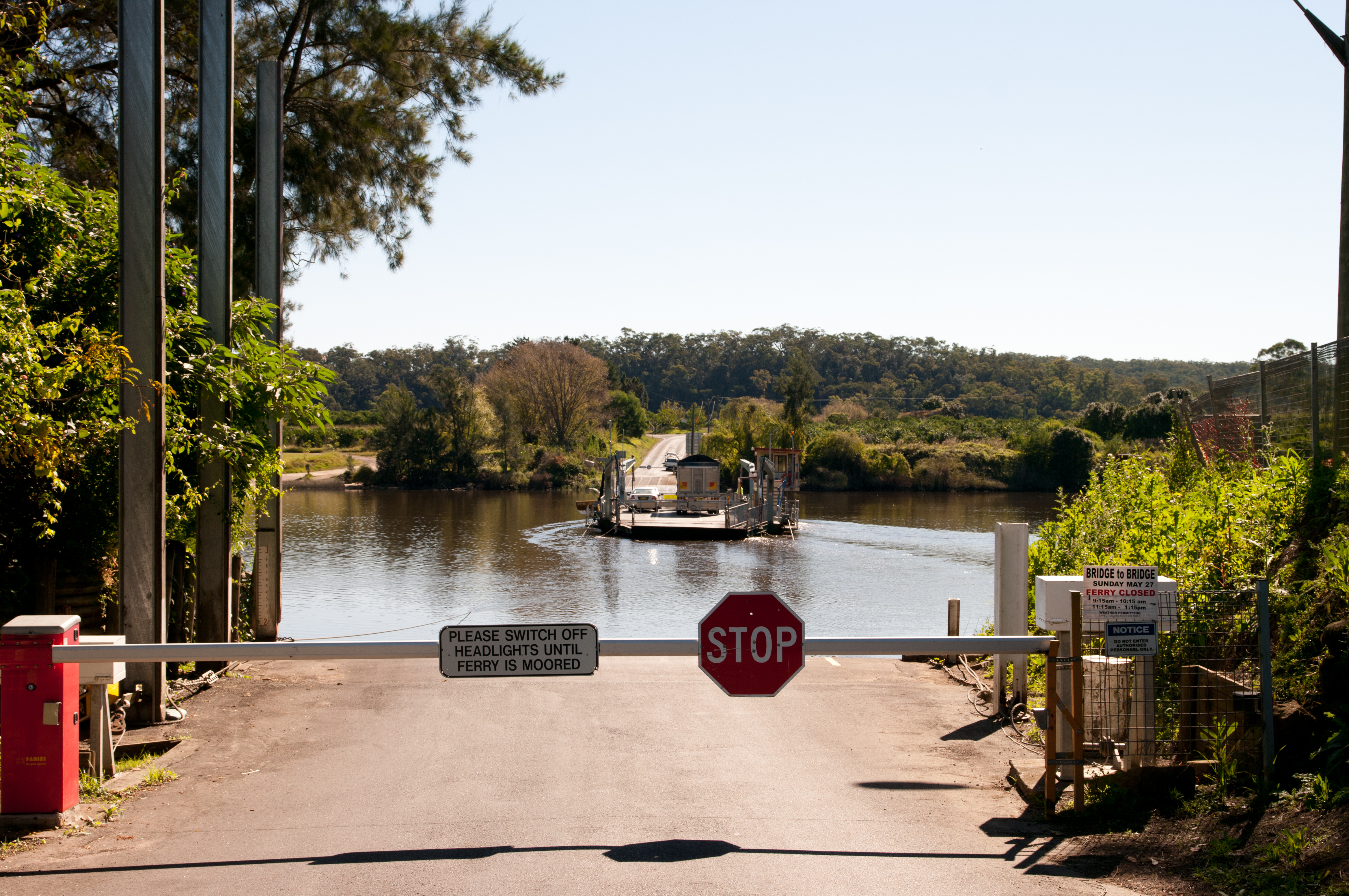
کشتی سکویل دررفتن به ابنزر